# Icodestrina
Icodestrina ( INN, USAN ) è un agente osmotico colloide, derivato dalla maltodestrina, utilizzato sotto forma di una soluzione acquosa per dialisi peritoneale con il nome commerciale Extraneal, e dopo chirurgia laparoscopica ginecologica per la riduzione post-chirurgica aderenze (bande fibrose che si formano tra i tessuti e gli organi) con il nome commerciale Adept.

## Chimica
L'icodestrina è un polimero di glucosio ramificato, amidaceo, ramificato, solubile in acqua, legato da legami glicosidici α- (1 → 4) e meno del 10% α- (1 → 6), che lo rende un tipo di destrina. Il suo peso molecolare medio è compreso tra 13.000 e 19.000 Dalton e il suo peso molecolare medio numerico compreso tra 5.000 e 6.500 Dalton. La sostanza è un solido da bianco a biancastro e la soluzione è limpida e da incolore a giallo pallido.

## Meccanismo di azione
L'attività osmotica dell'icodestrina mantiene la soluzione all'interno del peritoneo per 3-4 giorni, separando i tessuti e riducendo così l'adesione tra loro quando si forma la fibrina dopo un intervento chirurgico. In altre parole, ai tessuti viene impedito di incollarsi insieme.

Dialisi peritoneale

Se utilizzata per la dialisi peritoneale, la soluzione di icodestrina assorbe i rifiuti dal sangue e viene rimossa dal peritoneo dopo alcune ore insieme ai scarti.

## Farmacocinetica
L'icodestrina non è significativamente metabolizzata all'interno del peritoneo. Invece, viene assorbito lentamente (40% dopo 12 ore) nel flusso sanguigno attraverso i vasi linfatici. Lì viene scomposto in oligosaccaridi dall'enzima alfa-amilasi. Nei pazienti con funzionalità renale intatta, sia l'icodestrina che i suoi frammenti vengono escreti attraverso il rene mediante filtrazione glomerulare.

## Controindicazioni
Icodestrina è controindicato in pazienti con allergia all'amido di mais, intolleranza al maltosio o isomaltosio, malattia da accumulo di glicogeno o grave acidosi lattica.

## Effetti collaterali
Gli effetti collaterali includono peritonite, infezione respiratoria, ipertensione (pressione alta), eruzioni cutanee e mal di testa. Di questi effetti collaterali, solo ipertensione ed eruzioni cutanee si sono verificate significativamente rispetto alla soluzione di glucosio; gli altri eventi sembrano essere correlati alla dialisi peritoneale in generale.

## Interazioni
L'icodestrina può imitare i livelli aumentati di glucosio nel sangue, a seconda del sistema di test utilizzato. In particolare, i test a base di glucosio deidrogenasi pirrolochinolinchinone (GDH-PQQ) o glucosio-colorante-ossidoriduttasi (GDO) possono erroneamente mostrare glicemia alta in pazienti che sono stati trattati con icodestrina.